# Limnephilus mandibulus
Limnephilus mandibulus là một loài Trichoptera trong họ Limnephilidae. Chúng phân bố ở miền Cổ bắc.